# Hexatoma trifasciata
Hexatoma trifasciata är en tvåvingeart som först beskrevs av Von Roder 1885.  Hexatoma trifasciata ingår i släktet Hexatoma och familjen småharkrankar.
Artens utbredningsområde är Puerto Rico. Inga underarter finns listade i Catalogue of Life.